# Megastylis
Genre
Megastylis est un genre d'orchidées originaires de Nouvelle-Calédonie et du Vanuatu.

## Espèces
- Megastylis elliptica (R.Br.) Szlach. & P.Rutkowski 1911
- Megastylis ellipticus (R.Br.) Schltr. 1911
- Megastylis gigas (Rchb.f.) Schltr. 1911
- Megastylis glandulosus Schltr. 1911
- Megastylis latilabris (Schltr.) Schltr. 1902
- Megastylis latissimus (Schltr.) Schltr. 1914
- Megastylis montanus (Schltr.) Schltr.
- Megastylis paradoxa (Kranzlin) N.Halle
- Megastylis rarus (Schltr.) Schltr.

## Synonyme
- Achlydosa M.A.Clem.] & D.L.Jones (2002)[1].